# Austin Carlile

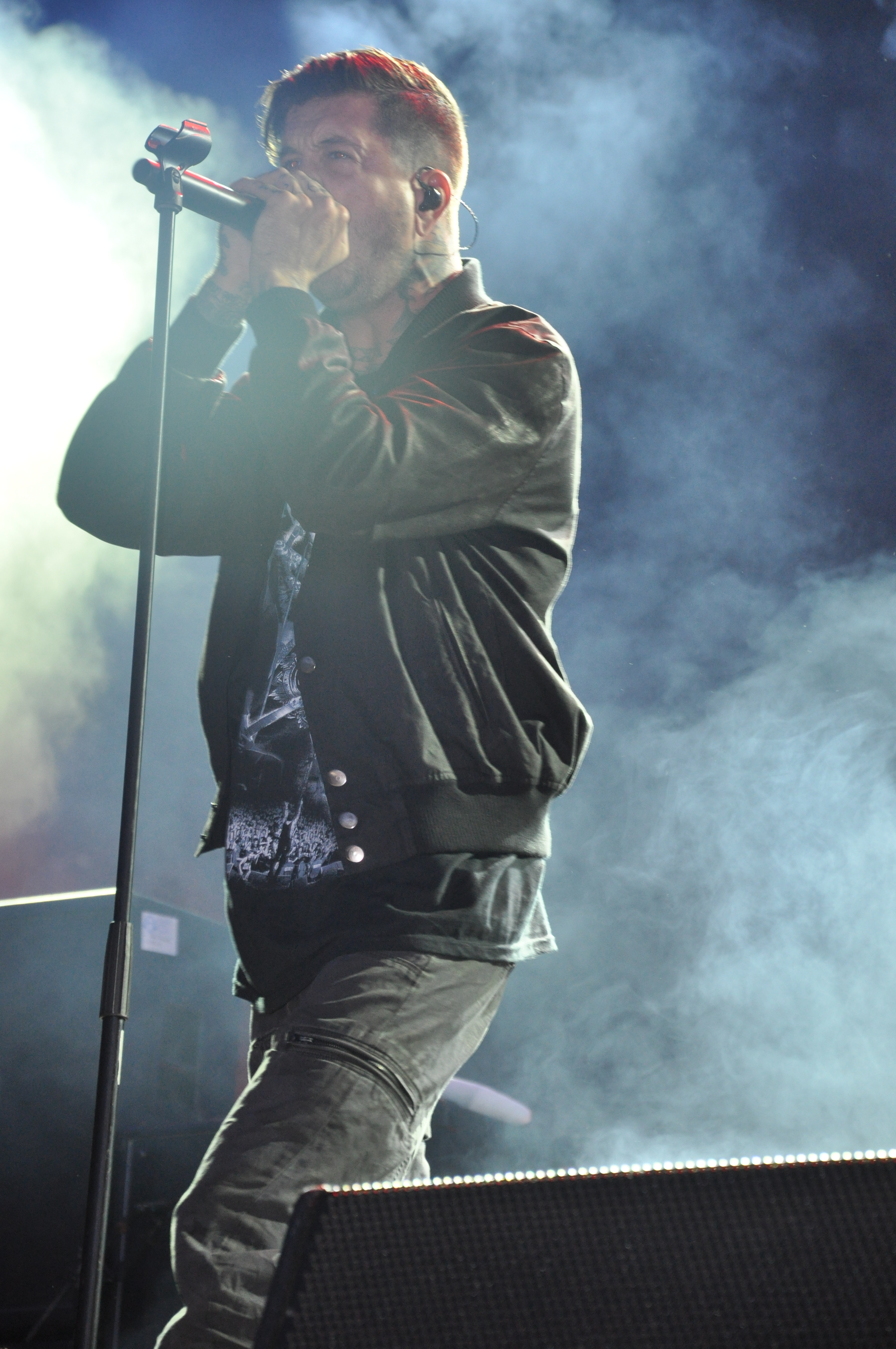
Austin Carlile bei Rock am Ring 2014.

Austin Robert Carlile (* 27. September 1987 in Pensacola, Florida) ist ein US-amerikanischer Rockmusiker. Er ist Gründer der Trancecore-Band Attack Attack! und Of Mice & Men, wo er jeweils als Frontsänger aktiv war. Außerdem gründete er im Jahr 2005 mit Highschool-Freunden die Gruppe Call It Even, welche sich nach nur einem Jahr und sieben geschriebenen Songs auflöste.

## Karriere

### 2005–2006:Call It Even
Gemeinsam mit Highschool-Freunden gründete Carlile die Gruppe Call It Even. Dieses Projekt war allerdings kurzlebig, da die Musiker sich bereits im nächsten Jahr trennten. Zu diesem Zeitpunkt hatten die Musiker sieben Songs geschrieben. Aus dem Song Superman Is Real wurde eine Zeile in dem Stück The Great Hendowski untergebracht. Die Gruppe veröffentlichte die sieben Lieder auf der EP Over and Done. Dieses Stück erschien auf dem 2011 erschienenen Album The Flood von Of Mice & Men.

### 2006–2008:Attack Attack!
2006 trat Carlile der Band Attack Attack! bei, welche zu dem Zeitpunkt unter einem anderen Namen agierten. Da die Gruppe eine härtere Musik spielen wollte, änderten sie ihren Namen zu Attack Attack!. Er wirkte bei der Produktion der EP If Guns Are Outlawed, Can We Use Swords (2008, Eigenproduktion) sowie dem Debütalbum Someday Came Suddenly (2008, Rise Records) mit.
Nur eine Woche nach der Herausgabe des Debütalbums, am 18. November 2008, gab Carlile über MySpace bekannt, nicht mehr Sänger bei Attack Attack! zu sein. Im selben Post gab Carlile den Namen seiner neuen Band, Of Mice & Men, bekannt. In einem Artikel des Alternative Press  wurde berichtet, dass Carlile während einer Konzerttour der Gruppe aus der Band geworfen wurde.

### 2008:Of Mice & Men

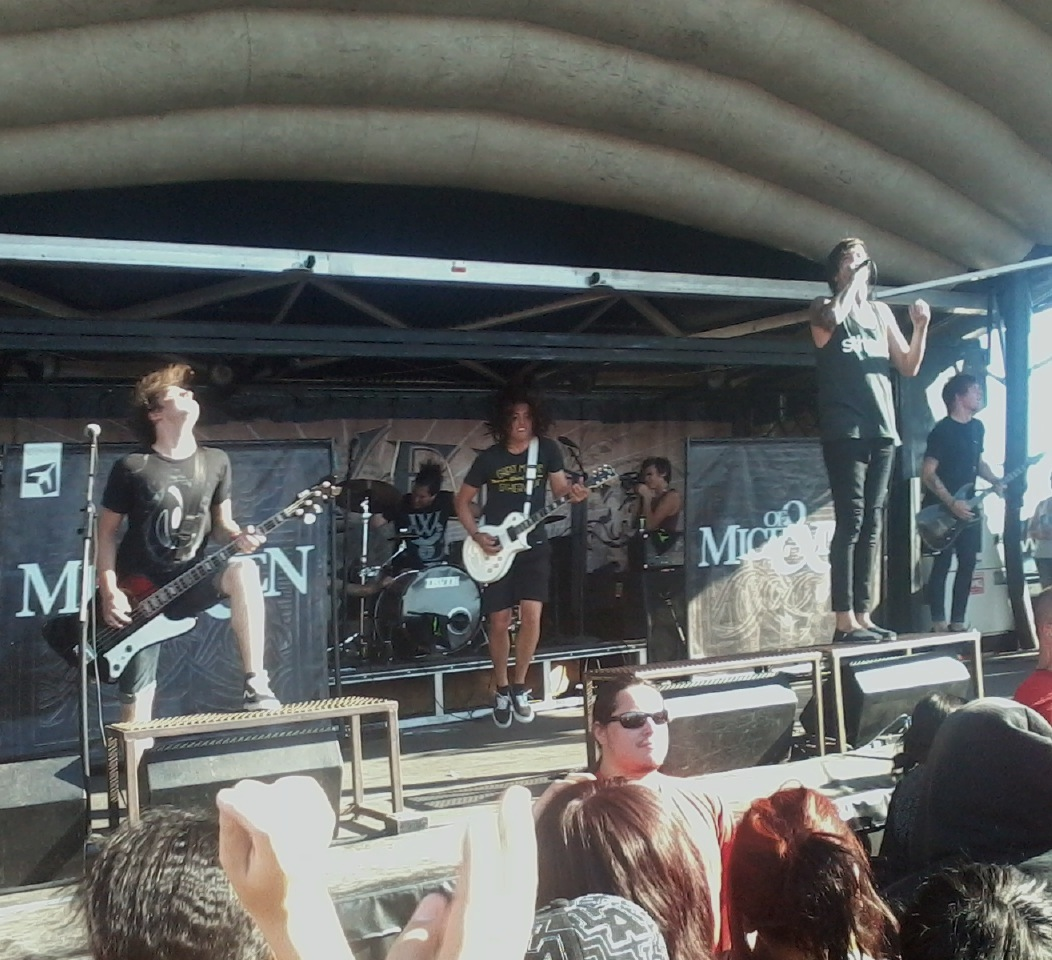
Of Mice & Men 2011 in Las Vegas, Nevada im Rahmen der Warped Tour

Nach dem Rauswurf im November 2008 bei Attack Attack! gab Carlile in seinem Statement für die Trennung bekannt, dass er an einem neuen Musikprojekt plane, dessen Name Of Mice & Men (nach dem gleichnamigen Buch von John Steinbeck) trage. Gemeinsam mit dem neuseeländischen Musiker Jaxin Hall suchte Carlile nach weiteren Bandmitgliedern, die sie unter anderem in Phil Manansala (Leadgitarre, A Static Lullaby), Shayley Bourget (Gesang, Rhythmusgitarre, Covette) und Tino Arteaga (Schlagzeug, Lower Definition) fanden.
Das nach der Band benannte Debütalbum wurde bereits am 23. Februar 2010 angekündigt, jedoch wurde die Veröffentlichung wegen Verzögerung bei der Produktion um neun Monate verschoben. Im selben Jahr musste Carlile aufgrund einer Herzoperation die Band verlassen. Sein Arzt hat ihm jegliche musikalische Aktivitäten (die Gruppe sollte mit We Came as Romans, Alesana, The Word Alive und A Skylit Drive touren) untersagt um die Heilung nicht zu gefährden. Er wurde vorübergehend durch Jerry Roush von Sky Eats Airplane ersetzt. Roush, ursprünglich als Live-Musiker während Carliles Abwesenheit in die Gruppe aufgenommen, wurde nach dessen Rückkehr fest in die Band integriert.
Im September 2010 wurde spekuliert Carlile würde den Posten des Sängers bei Chiodos nach dem Absprung von Craig Owens übernehmen. Diese wurden jedoch mit dem Engagement von Brandon Bolmer als Sänger bei Chiodos widerlegt. Carlile überlegte, gemeinsam mit Alan Ashby, eine neue Gruppe zu gründen. Im Januar 2011 bekam Carlile das Angebot wieder bei Of Mice & Men zu spielen. Er entschied sich wieder als Sänger der Gruppe einzusteigen und integrierte Ashby als Gitarrist in der Band. Gemeinsam mit der Band veröffentlichte er das zweite Album, das The Flood heißt.
Ende Dezember spielte Carlile als einer der Gastsänger auf der Ending is the Beginning, der Memorial-Show für den am 1. November 2012 verstorbenen Mitch Lucker von Suicide Silence. Außerdem traten unter anderem Randy Blythe, Danny Worsnop, Tim Lambesis und Ricky Hoover auf.
Ende 2016 stieg Carlile aufgrund von gesundheitlichen Problemen aus der Band aus.

### Kolumnist
Seit Dezember 2012 ist Carlile als Online-Kolumnist des britischen Magazines Rock Sound tätig.

## Kontroversen
Am frühen Abend des 30. März 2013 wurde Carlile gemeinsam mit dem Schlagzeug-Techniker Loniel Robinson II. wegen einer Schlägerei verhaftet. Er soll einem anderen Beteiligten mit einem Schlag das Nasenbein gebrochen haben. Sein Opfer, so Carlile, soll einen kürzlich verstorbenen Fan der Band in Anwesenheit Carliles beleidigt haben. Das Opfer gab in seinem Statement bekannt, dass Carliles Statement gelogen und die Story über die Beleidigung des verstorbenen Mädchens von Fans der Band erfunden worden sei. Sein Fahndungsfoto wurde zwei Tage später veröffentlicht. Er wurde durch Zahlung einer Kaution in Höhe von 25,000 Dollar ($), bis zu seiner ersten Anhörung vor Gericht am 14. April 2013, vorläufig freigelassen. Aufgrund seiner Inhaftierung musste die Gruppe zwei Konzerte ihrer Konzertreise mit A Day to Remember und Chunk! No, Captain Chunk! absagen. Am 29. April 2013 fand die Gerichtsverhandlung statt. Er wurde gegen eine Zahlung eines Schmerzensgeldes und der Gerichtskosten freigelassen. Aufgrund des Zeitpunktes seiner Verhaftung, dachten Fans der Gruppe anfangs fälschlicherweise, dass es sich bei dieser Meldung um einen Aprilscherz handle.
Im Juni 2020 wurden Vergewaltigungsvorwürfe gegen Carlile bekannt, welche bereits mehrere Jahre zurück liegen. Demnach arbeitete das Musikmagazin Alternative Press an einem Artikel, der sich mit diesem Thema befassen sollte und in dessen Rahmen 15 Frauen interviewt wurden. Der Artikel wurde allerdings bisher nicht veröffentlicht, da Carlile dem Magazin mit einer Klagewelle drohte. Inzwischen hat das Magazin verlautet, dass dieser Artikel doch erscheinen werde. Am 17. Juni 2020 äußerte Carlile sich zu den erhobenen Vorwürfen. Er gestand zwar, sich in der Vergangenheit unangemessen verhalten zu haben und entschuldigte sich für dieses Verhalten, stritt die Vorwürfe der sexuellen Belästigung und der Vergewaltigung allerdings ab.

## Diskografie

### Mit Call It Even
- 2006: Over and Done (EP, Eigenproduktion)

### Mit Attack Attack!
- 2008: If Guns Are Outlawed, Can We Use Swords? (EP, Eigenproduktion)
- 2008: Someday Came Suddenly (Album, Rise Records)

### Mit Of Mice & Men
- 2010: Of Mice & Men (Album, Rise Records)
- 2011: The Flood (Album, Rise Records)
- 2014: Restoring Force (Album, Rise Records)
- 2016: Cold World (Album, Rise Records)